# Leopold Engleitner
Leopold Engleitner (Strobl, 23 de julho de 1905 — Puchenau, 21 de abril de 2013) foi o mais longevo sobrevivente dos campos de concentração de Buchenwald na Alemanha e de Niederhagen e Ravensbrück na Áustria, onde esteve detido por ser membro das Testemunhas de Jeová durante o massacre e genocídio conhecido como Holocausto.

## Biografia
Leopold Engleitner nasceu em 23 de Julho de 1905, no vilarejo de Aigen-Voglhub, nos Alpes austríacos. Era o filho mais velho de um serralheiro e da filha de um lavrador local, sendo uma família de fracos recursos. Passou a infância em Bad Ischl, perto de Salzburgo, na Áustria.
Em outubro de 1931, um amigo convidou-o a assistir a uma reunião religiosa dos Bibelforscher, como as Testemunhas de Jeová eram então conhecidas. Atraído pelos ensinos que escutou, em Maio de 1932 foi batizado como Testemunha de Jeová apesar da intolerância religiosa prevalecente na Áustria, que naquele tempo era predominantemente católica. Em Janeiro de 1934 iniciou o serviço como pioneiro, termo que as Testemunhas usam para descrever os que se oferecem voluntariamente para realizar o trabalho de evangelização. Visto que a situação política ficava cada vez mais tensa devido à forte influência que o partido nazi exercia na região de Enns, a polícia vigiava os seus movimentos e durante 1934 a 1938 foi sentenciado a vários períodos curtos de prisão e a quatro períodos mais longos por causa de sua actividade de pregação.
Em Março de 1938, as tropas de Hitler invadiram a Áustria. A partir dessa ocasião, as Testemunhas de Jeová foram obrigadas a realizar suas atividades às escondidas. Embora as publicações bíblicas fossem introduzidas clandestinamente pela fronteira da Suíça, não eram suficientes para todos os interessados em lê-las. Por isso, eram produzidas publicações secretamente em Viena e Leopold serviu como mensageiro para as transportar.
Em 4 de Abril de 1939, Leopold e três companheiros cristãos foram detidos pela Gestapo enquanto assistiam à Comemoração da Morte de Cristo em Bad Ischl. Todos foram levados até à delegacia ou esquadra da polícia estadual em Linz. Ali foi submetido a vários interrogatórios excruciantes, mas não renunciou à sua fé. Cinco meses depois, foi levado perante o investigador de justiça na Alta Áustria. Inesperadamente, o processo criminal foi arquivado mas os outros três companheiros foram enviados para um campo de concentração, onde morreram, fiéis às suas convicções.
Leopold continuou preso e em 5 de outubro de 1939, foi notificado de que seria levado para o campo de concentração de Buchenwald, na Alemanha. Após a sua chegada a 9 de Outubro, foi submetido aos tratamentos brutais de trabalhos forçados. Em 7 de março de 1941, foi transferido para o campo de concentração de Niederhagen.
Em Abril de 1943, os prisioneiros do campo de Niederhagen foram transferidos. Leopold foi enviado para o campo de morte em Ravensbrück. Então, em Junho de 1943, inesperadamente recebeu a oportunidade de ser solto do campo de concentração desde que concordasse em fazer trabalhos forçados numa quinta pelo resto da vida. Visto que isso não envolvia renunciar à sua fé, ele estava disposto a isso para escapar dos horrores do campo. O seu estado de saúde na ocasião era crítico. Tinha a pele parcialmente comida por piolhos, os espancamentos deixaram-no surdo de um ouvido, e todo o corpo estava cheio de feridas com pus. Depois de 46 meses de privação, fome e trabalhos forçados, pesava apenas 28 quilos. Nessa condição, em 15 de Julho de 1943 foi solto de Ravensbrück, regressando a Linz, onde se apresentou na sede da Gestapo. Foi então enviado para trabalhar numa quinta nas montanhas.
Em meados de agosto de 1943, recebeu ordens de ir para as linhas de frente. Com dificuldade conseguiu esconder-se nas montanhas de Salzkammergut durante um longo período, passando severas provações especialmente devido ao frio, sendo procurado por soldados nazis que não tiveram êxito em encontrar o seu paradeiro. Finalmente, em 5 de Maio de 1945 percebeu que a guerra estaria a terminar ao observar aviões dos Aliados voando baixo.
Depois do exército de ocupação americano intervir em abril de 1946 ficou finalmente livre da obrigação de realizar trabalhos agrícolas forçados pelo resto da vida. Recomeçou o seu serviço como pioneiro e, por fim, estabeleceu-se na região de St. Wolfgang. Em 1949, casou-se com Theresia Kurz, que tinha uma filha de um casamento anterior. Ficaram juntos por 32 anos até à morte de Theresia em 1981, tendo cuidado dela por mais de sete anos devido a doença.
Depois da morte de Theresia, voltou ao serviço de pioneiro o que o ajudou a superar o grande sentimento de perda. Actualmente, serve como pioneiro e ancião, na congregação em Bad Ischl. Confinado a uma cadeira de rodas, oferece publicações bíblicas e conversa com as pessoas sobre a sua esperança do Reino de Deus no parque de Bad Ischl ou em frente da sua casa.

## Objecção de consciência
Como Testemunha de Jeová, Leopold Engleitner não aceitou participar em qualquer esforço de guerra ou no apoio directo ou tácito ao regime nazi. A sua neutralidade e objecção de consciência impedia-o de fazer isso, mesmo quando bastava assinar um documento renunciando às suas crenças para poder ser imediatamente solto.
Leopold Engleitner foi apenas mais um dos que sofreram devido à sua intransigência em trair as suas consciências e o seu amor ao seu Deus, Jeová. Uma observação sobre o livro Kirchenkampf in Deutschland (Luta das Igrejas na Alemanha), de Friedrich Zipfel, diz sobre as Testemunhas:
"Noventa e sete por cento dos membros desse pequeno grupo religioso foram vítimas da perseguição nacional socialista. Um terço deles foram mortos, quer por execução, outros actos violentos, fome, doença, quer por trabalho escravo. A severidade dessa repressão era sem precedentes, e resultou de fé intransigente, incompatível com a ideologia nacional-socialista."
Na Áustria, 25 por cento das Testemunhas de Jeová foram executadas, espancadas até a morte ou mortas por doenças ou exaustão nos campos de concentração nazistas. Como o mais idoso sobrevivente dos campos de horror nazis, Leopold Engleitner relata na sua biografia, algum tempo antes de alcançar o centenário de vida:
"Ao olhar para trás, posso afirmar que os terríveis acontecimentos que tive de suportar não me tornaram uma pessoa amargurada. É claro que houve momentos em que me sentia abatido por causa dessas provações. Mas minha relação achegada com Jeová me ajudou a superar tais períodos negativos. As palavras do Senhor ao apóstolo Paulo mostraram-se verdadeiras em minha vida também: "Meu poder está sendo aperfeiçoado na fraqueza." Agora, com quase cem anos de idade, posso juntar-me ao apóstolo Paulo em dizer: "Tenho prazer em fraquezas, em insultos, em necessidades, em perseguições e dificuldades, por Cristo. Pois quando estou fraco, então é que sou poderoso (2 Coríntios 12:9, 10)."

## História da sua vida torna-se pública

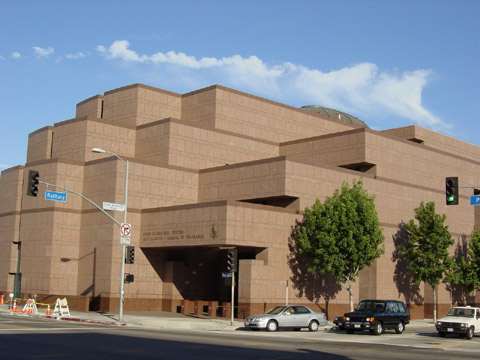
Museu do Holocausto Simon Wiesenthal..

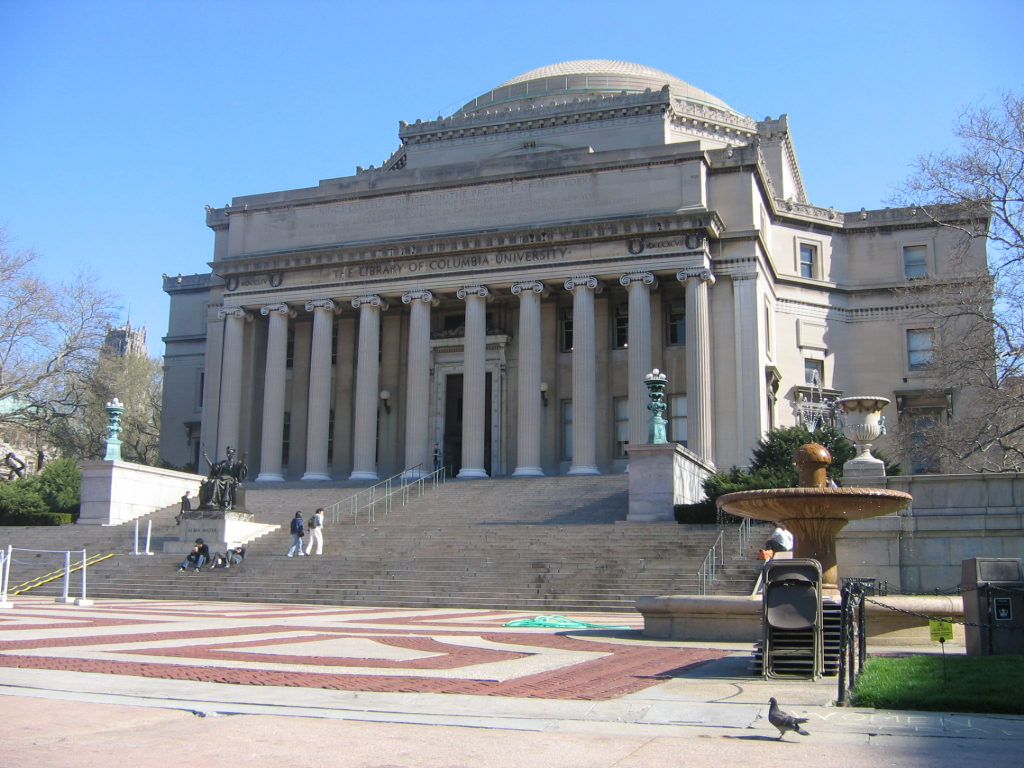
Universidade Columbia.

Nos anos do pós-guerra, Leopold Engleitner, junto com outros objectores de consciência, continuou a enfrentar o isolamento e a intolerância, sendo que a sua história só se tornou conhecida após Bernhard Rammerstorfer ter produzido e realizado um documentário sobre sua vida em 1999. O livro com a sua biografia e o documentário "Und do ja do statt Nein Amen" levou o grande público a tomar conhecimento da sua história, obtendo leitores em universidades, em escolas e em memoriais na Alemanha, Itália, Áustria, Suíça e Estados Unidos da América.
Em 2004 estas obras foram traduzidas para o inglês, sendo o livro intitulado "He just said No" ("Ele simplesmente disse Não") e o documentário: "Unbroken Will: Leopold Engleitner - The extraordinary courage of an ordinary man" ("Vontade Inquebrantável: Leopold Engleitner - A coragem extraordinária de um homem comum"). Foram apresentadas nos Estados Unidos, o que resultou na visita de Leopold Engleitner e Bernhard Rammerstorfer ao United States Holocaust Memorial Museum em Washington, D.C., à Universidade de Columbia em Nova Iorque e ao Museum of Tolerance do Simon Wiesenthal Center em Los Angeles, onde recebeu os cumprimentos do Governador Arnold Schwarzenegger.
Em 2005, Rammerstorfer publicou uma nova biografia, e novo documentário em DVD "Nein ungebrochener Wille do und Amen - 100 Jahre de Ja". O livro contém também uma curta biografia de um outro objector de consciência alemão Joachim Eschers, que foi detido entre 1937 e 1945 em diversas prisões diferentes e nos campos de concentração Sachsenhausen, Niederhagen e Buchenwald.
Em 2006, Engleitner e Rammerstorfer fizeram uma segunda visita aos Estados Unidos onde efectuaram apresentações perante estudantes e professores em locais onde já haviam estado e ainda na Universidade de Georgetown e na Library of Congress - Biblioteca do Congresso Americano em Washington, D.C., na Faculdade de Harold Washington, em Chicago, na Fundação Memorial do Holocausto de Illinois em Skokie, Illinois e na Universidade de Stanford em Palo Alto, San Francisco, Museu Memorial do Holocausto dos Estados Unidos em Washington, Museu do Holocausto no Centro Simon Wiesenthal em Los Angeles, bem como nas Universidade Columbia, e Universidade de Georgetown.
Nos últimos oito anos, apesar dos problemas físicos devido a idade avançada, Engleitner tem percorrido mais de 82 000 quilómetros para visitar universidades, escolas e memoriais na Europa e nos Estados Unidos, incluindo palestras aos milhares de jovens que apreciaram uma autêntica imagem da história. A sua história é considerada por muitos como um símbolo de bravura, tolerância, e apego a princípios justos.
Segundo o jornal Im-Salzkammergut em Março de 2008 uma nova versão da biografia Leopold Engleitner estará sendo publicada juntamente com um novo documentário.

### Comentários do livro
- "Todas as pessoas merecem viver livre da opressão e do sofrimento, e gostaria de agradecer ao Senhor Engleitner. A ele meu respeito por sua coragem inabalável em sua busca por uma vida de liberdade". Arnold Schwarzenegger, governador da Califórnia.
- O presidente da Áustria, Heinz Fischer, descreve no prefácio do livro que a sua história foi como "um marco milenário sobre o horror do Nazismo." Foram adicionados ao prefácio comentários do Serviço Austríaco em Memória do Holocausto por Andreas Maislinger, Franz Jägerstätter e Walter Manoschek da Universidade de Viena.

## Honra ao Mérito
Em dezembro de 2007, Engleitner foi condecorado com o Anel de Honra na reunião anual do Conselho Municipal da cidade de Bad Ischl (Áustria), onde continua residindo. Como Testemunha de Jeová, recusou o serviço militar e sobreviveu a três campos de concentração nazistas. Como o mais idoso sobrevivente dos campos concentração de Buchenwald , Niederhagen e Ravensbrück, Engleitner foi premiado com Honra ao Mérito Golden da República da Áustria, Honra ao Mérito de Prata da Alta Áustria, e da Associação de Méritos da Ordem ao Mérito da República Federal da Alemanha.